# 动态潮汐能

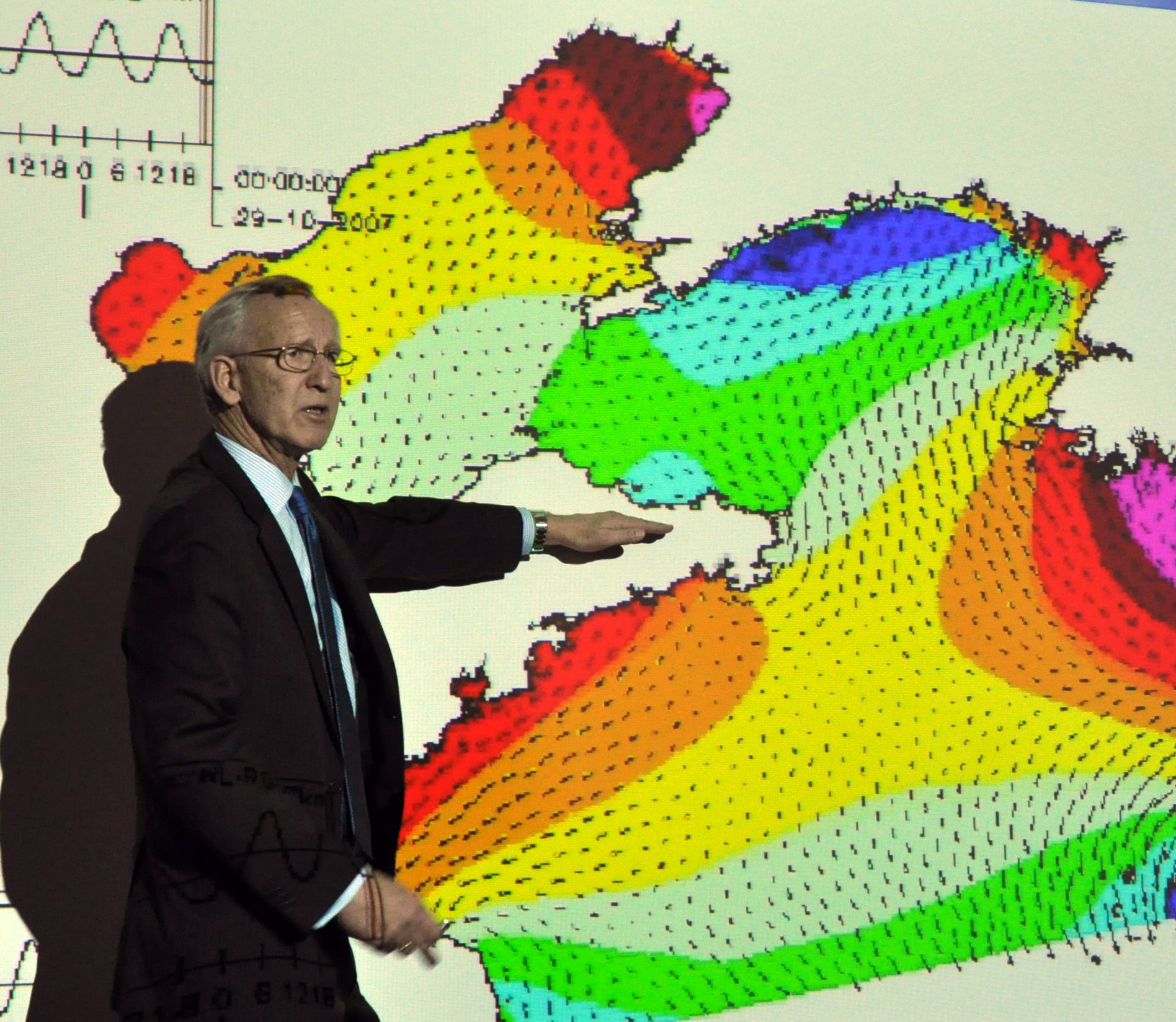
2010年2月，共同发明人之一的Kees Hulsbergen在清华大学，北京，就DTP原理进行演讲。

动态潮汐能或 DTP是最新的潮汐能发电技术。它涉及到建立大型水坝型建筑物，从海岸一直延伸到海洋并在远端建立垂直的屏障，形成一个庞大的‘T'形。
这个T型长坝干扰与海岸平行振荡的沿大陆架海岸的潮汐波，含有强大的落差流（常见于例如 中国，韩国和英国）。
这个概念是1997年由荷兰海岸工程师 Kees Hulsbergen 和 Rob Steijn 发明并获得专利的。

## 描述

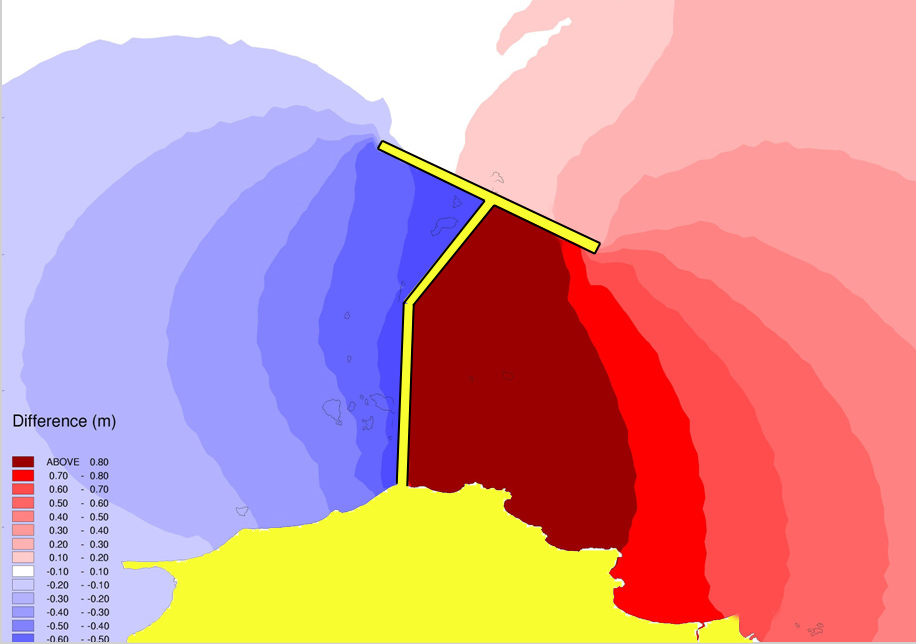
DTP大坝俯视图。蓝色和暗红色分别表示潮汐高和低。

动态潮汐能大坝（DTP）是一种全新且尚未实践过的潮汐发电技术。工程主体是一个至少长为30公里，垂直于海岸的大坝。在大坝深入海洋的一段还可建设横坝，最终形成巨大的“T”型。DTP 大坝通过干扰海浪运动，从而在坝体的两端形成水位差，并且推动坝体内的双向涡轮机进行发电。在中国，朝鲜和英国的海岸线上，这种沿大陆架运动，而且能够产生巨大水流的潮波十分常见。

## 优点
一个大坝的装机容量能达到8000兆瓦以上，对年预估发电230亿千瓦时(83PJ每年)的大坝，生产能力利用率达30%。 例如，一个欧洲人平均每年消耗约6800千瓦时，因此一个DTP大坝可以为约340万欧洲人提供能源。 若正确安装两大坝间的距离（相隔约200公里），两者可平衡各自的输出量从而相互补足（一个坝完全输出时，另一个不发电）。和传统的潮汐坝相比较，由于不被沿海区包围，T型动态潮汐能坝大大减少了对社会和环境的影响。动态潮汐发电不需要很高的天然潮位变幅，因此有更多的地点可供使用。其总体可用性在有适当条件的国家很高，如韩国、中国和英国（中国的总体可用性估计达8–15万兆瓦）。

## 技术发展

大多数的潮汐水轮机和风力涡轮机很类似，常见的是HAWT-型。

尽管建设大坝的所有所需技术已经可以实现，DTP大坝还从未被建成过。已有多种数学和物理模型对动态潮汐能坝的‘水头'或水位差进行了模拟。在大型工程项目中，潮汐和长坝间的交互作用已经被观察和记录下来，如荷兰的三角洲工程和Afsluitdijk 。众所周知潮汐流和自然形成的半岛间的相互作用，这些数据也被用于矫正潮汐的数值模型。计算附加质量的公式被应用于开发DTP的分析模型。观测到的水位差与当前的分析数字模型紧密匹配。 预测由DTP大坝产生的水位差现在可以达到有效的精确度。
所需的关键要素包括： 
- 低水头高容量双向水轮机（能够双向发电）。 操作运转部件存在海水环境的应用程序，效能超过75%。
- 大坝建设方法可以通过模块化流动沉箱（混凝土砌块）来实现。这些沉箱会先在岸上制造好，并随后漂浮到大坝的位置。

## 挑战
一个主要的挑战是，示范工程几乎无法发电，即使是1公里左右长的大坝，因为发电量随大坝长度的平方增长（水头和体积两者都随大坝长度的增加多多少少呈线性增长趋势，导致发电量以平方次增长）。预计当大坝长度达到30公里时才可实现经济可行性。
其他关注点包括：海运航线，海洋生态，沉积物和风暴潮。 

## 另请参阅
- 海洋能源
- 潮汐能